# Édgar Games
Édgar Games González (ur. 20 lutego 2001 w Jiquilpan) – meksykański piłkarz występujący na pozycji środkowego pomocnika, od 2024 roku zawodnik Saltillo.